# Agnès Ndibi
 (août 2025).
 (août 2025).
Motif : Peu de sources centrées montrant la notoriété. Au total, trois courts métrages, et un film à la notoriété restreinte.
- Archive Wikiwix
- Bing
- Cairn
- DuckDuckGo
- E. Universalis
- Gallica
- Google
- G. Books
- G. News
- G. Scholar
- Persée
- Qwant
- (zh) Baidu
- (ru) Yandex

| 1. | Préciser le motif de la pose du bandeau. | Précisez le motif de la pose du bandeau en utilisant la syntaxe suivante : {{admissibilité à vérifier\|date=août 2025\|motif=remplacez ce texte par le motif}}                   |
| 2. | Informer les utilisateurs concernés.     | Pensez à avertir le créateur de l'article, par exemple, en insérant le code ci-dessous sur sa page de discussion : {{subst:avertissement admissibilité à vérifier\|Agnès Ndibi}} |

Agnès Ndibi est une réalisatrice et scénariste camerounaise, née en 1962 au Burkina Faso.  

## Biographie
Agnès Ndibi est née en 1962 à Tenkodogo au Burkina Faso. Elle a effectué ses études de cinéma à l'Institut national de formation et des études cinématographiques (INAFEC), établissement lié à l'Université de Ouagadougou. Par la suite, elle a poursuivi sa formation à Paris, où elle a également obtenu un diplôme d'études approfondies (DEA) en esthétique, sciences et technologies des arts à l'université Paris VIII. Elle a par ailleurs suivi des études en arts plastiques ainsi qu'en techniques audiovisuelles à Paris. Depuis 1997, elle travaille en tant que réalisatrice à la Radiotélévision camerounaise.

## Filmographie

### Court métrage
- 1999 : Lettre à Laurence I[3]
- 2001 : Royaume bafut

- 2001 : Africa, Africas[4]

### Long métrage
- 2009 : Le Cri du Moabi et Le village nomade[5]